# Genting Gerbang
Genting Gerbang is een bestuurslaag in het regentschap Aceh Tengah van de provincie Atjeh, Indonesië. Genting Gerbang telt 1073 inwoners (volkstelling 2010).